# 헌트 대 워싱턴 주 사과광고국 사건
헌트 대 워싱턴주 사과광고국 사건(Hunt v Washington State Apple Advertising Commission)은 미국 연방 대법원의 유명 판례이다. 미국 워싱턴주는 미국 내 주요 사과 산지로 많은 양을 다른 주에 수출하고 있었다. 노스캐롤라이나주는 각 주의 품질기준 대신 미국 농무부 기준 품질마크를 주 내의 사과 상자에 요구하였다. 그러자 워싱턴주는 노스캐롤라이나주 사과 농장에게 혜택을 주기 위한 이 통상조항위반이라고 하여 소를 제기하였다.